# Osthimosia minuscula
Osthimosia minuscula is een mosdiertjessoort uit de familie van de Celleporidae. De wetenschappelijke naam van de soort is voor het eerst geldig gepubliceerd in 2011 door Peter J. Hayward en Judith E. Winston.